# Bertha Scheel von Holstein
Komtesse Berta Scheel von Schack (født 20. juli 1680 på Cathrinebjerg Gods, død 21. september 1729 i København, Danmark) var datter af Joachim von Schack til Bramming Hovedgård og Dorothea Sophie Pedersdatter Seefeld.  Den 13. juli 1704 giftede komtesse Bertha Scheel von Schack sig med Christian von Holstein. Sammen fik de i alt 14 børn.
Børnene Bertha von Holstein, Niels Rosekrantz von Holstein, Adam Christoph von Holstein, grevinde Christina Catharina Danneskiold-Samsøe, Carl von Holstein, Sophie Hedevig von Holstein, Ulrich von Holstein, grevinde Dorothea Sophie Danneskiold-Laurvig, Joachim von Holstein, Ulrik Adolph von Holstein (døde 5 dage efter fødsel, vuggedød), Christian Frederik von Holstein, Conrad von Holstein, Frederik Christian von Holstein og Anna Magdalina von Holstein (døde efter 7 uger). Bertha Scheel von Holstein var søskende med Otto von Schack, Niels Rosenkrantz von Schack, Hans von Schack og Dorothea Sophie von Schack. Bertha Scheel von Holstein var halvsøskende med Margrethe Dorthea Schach. 